# Kristallisierschale

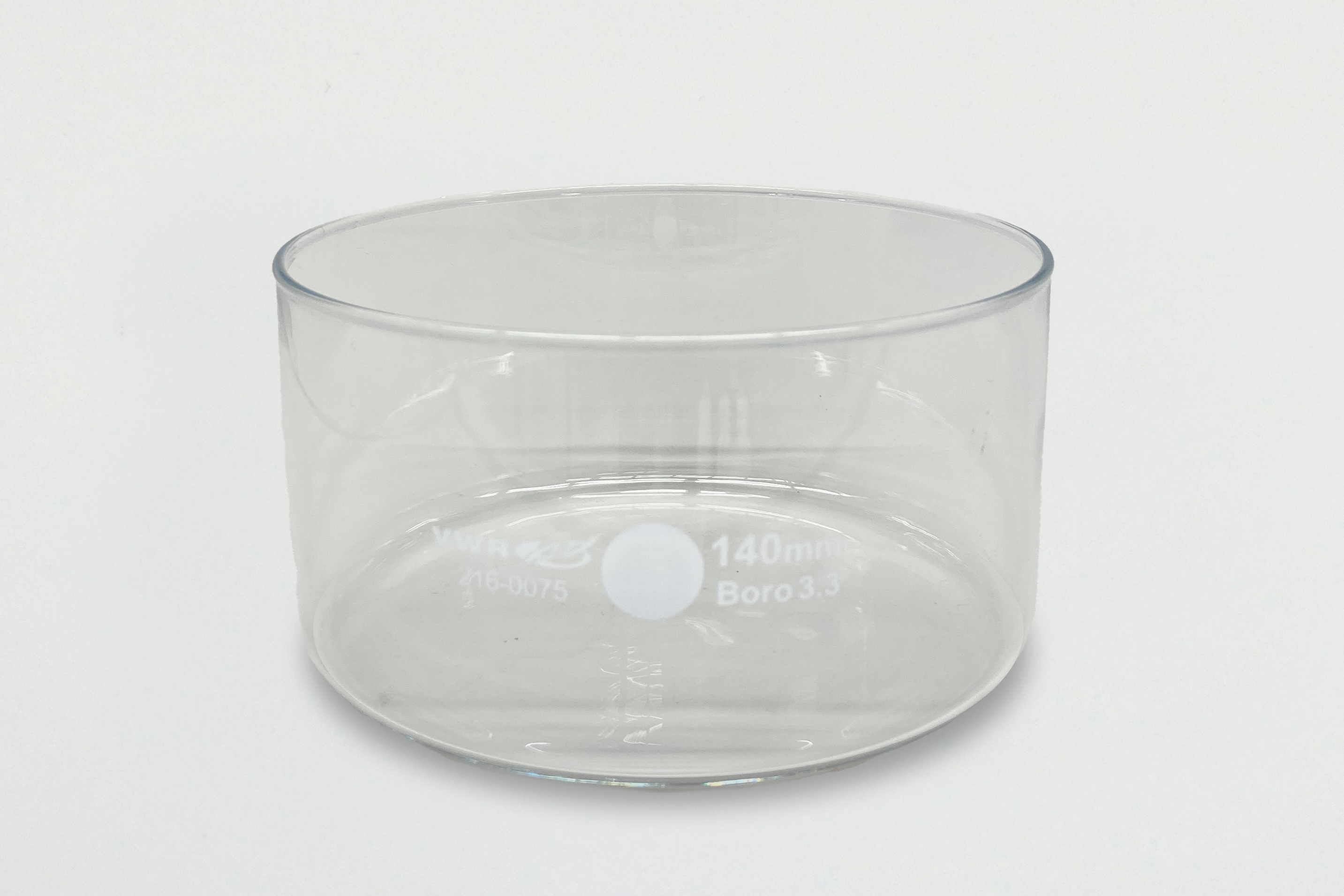
140 mm Kristallisierschalen aus Borosilikatglas

Kristallisierschalen sind Gefäße zur Kristallisation von Feststoffen aus Lösungen oder Suspensionen durch Verdunsten des Lösungsmittels. Sie ähneln Bechergläsern, sind jedoch deutlich flacher und haben meist keine Skalierung. Kristallisierschalen werden aus Glas, Porzellan oder PTFE mit oder ohne Ausguss gefertigt. Sie finden im (chemischen) Labor Verwendung. Solche Schalen werden normalerweise nicht für die Umkristallisation verwendet.